# Marsha Richmond
Marsha Richmond es una historiadora enfocada en la biología genética, la evolución y la teoría celular desde Darwin hasta el año 1940. Las últimas investigaciones que tiene es sobre el papel del género en las ciencias de la vida y el trabajo de las mujeres en la biología académica  desde que  lograron obtener acceso a la educación superior a fines del siglo XIX.

## Área de especialización
Se especializó en Historia de la Biología, con enfoque en genética. Actualmente sus publicaciones se basan en la situación del género en las ciencias y de la representación de las mujeres en la biología académica , una vez que lograron acceder a la educación superiora al final del siglo XIX.

## Investigación
El libro The Making of a Heretic: Richard Goldschmidt y German Genetics, 1900-1940, resalta el aumento de la genética del desarrollo durante el período clásico. Su proyecto de libro actual, en colaboración con Ida Stamhuis (Universidad de Vrije, Ámsterdam), se titula “Mujeres en la ciencia: el caso de la genética, 1900-1940” y ofrece una comparación internacional de las experiencias de las mujeres que trabajaron en genética desde 1900 (con el redescubrimiento del trabajo de Mendel) hasta la década de 1940.

## Educación
Se graduó en la  Universidad de Oklahoma, 1976, en donde también realizó el programa de maestría y luego se especializó en un doctorado en Historia de la Ciencia en Indiana University 1986.

## Trayectoria profesional
Se desempeñó como editora en el Proyecto de Correspondencia Darwin en Cambridge, Inglaterra, 1987-1993 y presidenta de la Sociedad Internacional de Historia, Filosofía y Estudios Sociales de Biología (ISH) hasta julio de 2019. Actualmente es coeditora en jefe del Journal of the Historia de la Biología, junto con la Dra. Karen Rader (Virginia Commonwealth University), 2018-2022 y además es miembro de la Facultad de Historia de Wayne State University. En donde trabajó como docente de las siguientes asignaturas: Historia de Michigan, Medicina estadounidense en el siglo XX, Agricultura y alimentación en la historia de Historia ambiental de Estados Unidos, Historia de la culminación de Majors.

## Premios
- Colaborador extranjero, Grupo de Historia y Teoría de la Biología (Grupo de Historia y Teoría de la Biología), CNPq (Consejo Nacional de Desarrollo Científico y Tecnológico), Brasil, 2016.
- Premio Margaret W. Rossiter al mejor artículo sobre la historia de la mujer en la ciencia, por “La domesticación 'de la herencia: la organización familiar de genetistas en la Universidad de Cambridge, 1895-1910”, Revista de Historia de la Biología, 2010.
- “Mujeres en la historia temprana de la genética”, Fundación Nacional de Ciencias, Premio Scholars, SES-0620308, 2007-2010.[1]